# Classmate PC
ClassMate PC, previamente conhecido como Eduwise, é um notebook de baixo custo criado pela Intel e destinado aos estudantes.
O projecto apareceu como resposta aos computadores XO idealizados por Nicholas Negroponte, na guerra pela liderança no mercado dos Netbooks.
Os Classmate PC estão presentes em mais de 30 países. Na Indonésia é conhecido pelo nome de «Anoa», na Índia é o Mileap-X series, na Itália é o Jumpc no Brasil é conhecido por Mobo Kids e em Portugal por Magalhães.

## Leilão no Brasil
O ClassMatePC venceu parcialmente o leilão "Um Computador por Aluno (UCA)" promovido pelo Governo Federal do Brasil para fornecer 150 mil laptops educacionais ao MEC. Para ganhar o leilão, era necessário que o computador atendesse aos requisitos mínimos propostos pelo governo, como uma configuração básica, além do comprometimento para fornercer suporte e infra-estrutura de rede para os computadores usados nos colégios. Os laptops serão distribuidos em 2008, mas antes, o governo ainda tentará baixar mais o preço da máquina.  No entanto, atualmente, o leilão se encontra congelado.  O Governo não descarta cancelar o leilão e lançar um novo. 

## Distribuição no Brasil
Dos 150 mil notebooks, eles serão distribuidos assim:
- Distrito Federal: 18.260 máquinas
- Sergipe: 8.000 máquinas
- Mato Grosso do Sul: 7.924 máquinas
- Pará: 7.203 máquinas
- Rio Grande do Sul: 6.251 máquinas
- Paraná: 6.247 máquinas

O estado a receber o menor número de máquinas será Roraima com 3.353 máquinas
A escolha das instituições de ensino que participarão do projeto piloto fica por conta dos governos estaduais e das secretarias municipais de ensino.

## Principal concorrente no Brasil
XO: (The Children's Machine) é provavelmente o primeiro projecto de criação e distribuição de Portáteis de baixo custo em países em desenvolvimento, criado por Nicholas Negroponte do Massachusetts Institute of Technology (MIT) e propondo um equipamento semelhante ao Classmate PC.

## Projetos semelhantes
- Outras empresas como a Asiatotal.net[7] resolveram concorrer com a OLPC com o computador iT, que tem 14 teclas patrocinadas (no teclado), viabilizando a distribuição gratuita para pessoas em todo mundo que não tenham acesso à internet.
- Outro projeto semelhante foi criado pela VIA Technologies sob o nome de "pc-1 Initiative".[8]
- A AMD começou a produzir em 2004[9][10] um computador simplificado voltado a um público de menor poder aquisitivo, chamado de Personal Internet Communicator (ou PIC). O cancelamento de sua produção foi anunciado em 13 de novembro de 2006.[11]